# Sciolze
Sciolze is een gemeente in de Italiaanse provincie Turijn (regio Piëmont) en telt 1466 inwoners (30-11-2013). De oppervlakte bedraagt 11,3 km², de bevolkingsdichtheid is 138,18 inwoners per km².

## Demografie
Sciolze telt ongeveer 670 huishoudens. Het aantal inwoners steeg in de periode 1991-2001 met 4,5% volgens cijfers uit de tienjaarlijkse volkstellingen van ISTAT.
| Jaar | Inwoneraantal |
| ---- | ------------- |
| 1991 | 1375          |
| 2001 | 1437          |

## Geografie
De gemeente ligt op ongeveer 436 m boven zeeniveau.
Sciolze grenst aan de volgende gemeenten: Gassino Torinese, Rivalba, Cinzano, Marentino, Moncucco Torinese (AT), Montaldo Torinese.